# Saint-Martin-la-Patrouille
Saint-Martin-la-Patrouille – miejscowość i gmina we Francji, w regionie Burgundia-Franche-Comté, w departamencie Saona i Loara.
Według danych na rok 1990 gminę zamieszkiwały 63 osoby, a gęstość zaludnienia wynosiła 9 osób/km² (wśród 2044 gmin Burgundii Saint-Martin-la-Patrouille plasuje się na 847. miejscu pod względem liczby ludności, natomiast pod względem powierzchni na miejscu 1111.).